# Euproctis sjostedti
Euproctis sjostedti är en fjärilsart som beskrevs av Aurivillius 1904. Euproctis sjostedti ingår i släktet Euproctis och familjen tofsspinnare. Inga underarter finns listade i Catalogue of Life.